# Accordo sul controllo armamenti sub-regionale
L'Accordo sul controllo armamenti sub-regionale è un documento sulla limitazione degli armamenti firmato il 14 giugno 1996 a Firenze (Italia) in applicazione dell’art. IV, Allegato I-B dell'Accordo di Dayton.
Le parti dell’Accordo sono Serbia, Montenegro (succedute all’ex Jugoslavia), Bosnia-Erzegovina e Croazia. Il documento, ispirato al Trattato sulle forze armate convenzionali in Europa, limita il numero di carri armati, veicoli corazzati da combattimento, artiglierie, aerei da combattimento ed elicotteri d'attacco che le parti possono detenere. Il rapporto tra le dotazioni era fissato in 5-2-2, rispettivamente. Il testo prevede, inoltre, scambi di informazioni annuali sulle forze armate e ispezioni reciproche sotto l’egida OSCE.
Il 1 gennaio 2015 l’applicazione dell’Accordo è stata demandata alle parti come da dichiarazione del Consiglio Ministeriale OSCE del dicembre 2014. Tale responsabilità competeva a un’apposita missione OSCE a guida italiana, comandata dal Generale di Divisione Michele Torres, ufficialmente terminata nel 2014 per aver raggiunto lo scopo. Il ruolo dell’organizzazione è successivamente limitato all’invio di osservatori nell’ambito delle attività di verifica sub-regionali disposte dagli Stati parte dell’Accordo.
Durante l'attuazione dell'Accordo, sono state distrutte 10.292 armi e sono state condotte 476 missioni, 776 ispezioni e 129 ispezioni alle attività di riduzione. Alle ispezioni hanno partecipato quasi 1.300 assistenti e 140 osservatori ospiti di 29 Stati partecipanti dell’OSCE, tra cui l’Italia, la Francia, il Regno Unito e gli Stati Uniti.